# Conjunto Megalítico de Outeiro de Ante

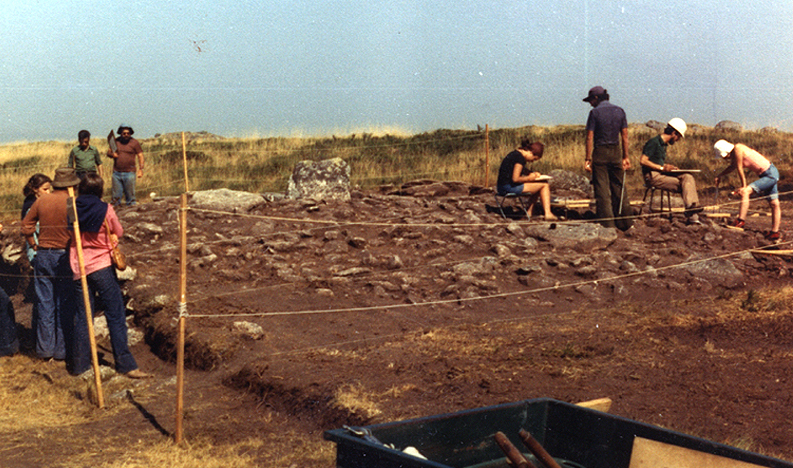
Escavações na Mamoa 3 de Outeiro de Ante, em 1978

O Conjunto Megalítico de Outeiro de Ante situa-se na Serra da Aboboreira, na atual freguesia de Campelo e Ovil, no Município de Baião, no norte de Portugal.
Foram nele identificadas quatro mamoas, três das quais já foram  estudadas.
Foi no Outeiro de Ante, em 1978, que começaram as escavações na Serra da Aboboreira com a escavação da Mamoa 3,  tendo-se investigado pela primeira vez a totalidade de um tumulus,  em vez da até aí habitual limitação da exploração, em Portugal, à câmara megalítica e ao seu “espólio” funerário.
- Mamoa 1 - é o maior monumento megalítico da Serra da Aboboreira. O tumulus possui uma altura máxima de cerca de 2m e tem uma forma sub-elíptica com cerca de 21m de eixo maior (na direcção NW-SE) e cerca de 19m de eixo menor (na direcção NE-SW). O dólmen possuí uma forma poligonal alongada, sub-elíptica, originalmente com sete esteios, e uma entrada aberta a nascente. Em 2006, durante trabalhos de restauro, foram identificados os alvéolos de assentamento dos esteios nº 3, 4, 5, 6 e 7 e observada uma estrutura sob os sedimentos do tumulus. Foi também então colocado um sistema de drenagem simples e uma manta geotextil na área da mamoa. (Esta mamoa já se encontra em terrenos que pertencem ao concelho de Amarante).
- Mamoa 2 - é um dólmen simples, com um anel circular de contrafortagem. Possui uma couraça de pedras circular de protecção do tumulus, muito homogénea e com 6m de diâmetro. Junto à periferia da mamoa, as terras cobertas pela couraça continham uma grande quantidade de carvões cuja análise indicou uma data entre 5200 e 4470 A.C. (fim do VI a meados do V milénio a. C). A câmara dolménica tem a sua possível entrada virada para Este e possuía 5 esteios, 3 deslocados, e 2 fragmentos de esteios no seu sítio. Encontraram-se vestígios de cerâmica e pedras talhadas em sílex.
- Mamoa 3 -  tem cerca de 11 metros de eixo menor e cerca de 14 metros de eixo maior e foi escorada com pedras, quer em superfície (formando uma couraça protectora) quer perifericamente, rodeando-a de uma espécie de suporte de contenção. Tem uma câmara poligonal simples sem corredor, com dois esteios encontrados no seu sítio. A análise a carvões na base da mamoa indicou uma data entre 4810 e 2290 A.C. (início do V a fins do III milénio a. C.) A mamoa estava consolidada por uma única camada de pedras (com o formato de lajes) na sua parte central superior, em torno da câmara. A base dessas pedras, e os seus interstícios, estavam preenchidos por pequenos blocos de quartzito ou quartzo, angulosos, partidos intencionalmente, para reforçar a estrutura. Mais para o exterior, a camada tornava-se dupla, tripla ou quádrupla, sendo já as lajes da periferia, situadas a maior profundidade, de grande formato. Passava-se pois, progressivamente, de um lajeado superior a uma espécie de coroa circular que amparava as terras que formavam toda a base do monumento. A imbricação das pedras dessa estrutura era, nas zonas bem conservadas, perfeitíssima, sendo muitas dessas pedras especialmente afeiçoadas para melhor se inserirem no espaço que iam preencher. Em 2006, durante trabalhos de restauro, não foi possível reconhecer se se tratava de uma câmara fechada ou aberta. A mamoa foi então coberta com terra e foi colocada uma manta geotextil no interior da câmara e construído um sistema de contrafortagem da câmara e um sistema de drenagem simples.